# MESIF
MESIF — протокол поддержки когерентности кешей и памяти, разработанный компанией Intel для ccNUMA. Протокол основан на протоколе MESI, в который добавлено еще одно состояние. В новом протоколе 5 состояний: Modified (M), Exclusive (E), Shared (S), Invalid (I) и Forward (F). Дополнительное состояние F означает, что кэш является единственным ответчиком (designated responder) для любых запросов к данной кэш-строке. Кэш-строка в состоянии S теперь не отвечает на снуп-запросы. 
При копировании F-строки в соседний кэш новая копия получает F состояние.
Для любой пары кэшей разрешены следующие комбинации состояний заданной кэш линии в разных процессорах:
|   | M         | E         | S         | I         | F         |
| - | --------- | --------- | --------- | --------- | --------- |
| M | ❌        | ❌        | ❌        | зелёная ✓ | ❌        |
| E | ❌        | ❌        | ❌        | зелёная ✓ | ❌        |
| S | ❌        | ❌        | зелёная ✓ | зелёная ✓ | зелёная ✓ |
| I | зелёная ✓ | зелёная ✓ | зелёная ✓ | зелёная ✓ | зелёная ✓ |
| F | ❌        | ❌        | зелёная ✓ | зелёная ✓ | ❌        |